# Yeezus
Yeezus is het zesde studioalbum van Kanye West. Het werd uitgebracht op 18 juni 2013 door Roc-A-Fella Records en Def Jam Records. 

## Albumcover
De albumcover van Yeezus werd uitgebracht door Virgil Abloh als jewelcase zonder album-artwork om de minimalistische toon van het album te benadrukken. De verpakking bestaat uit een stuk rode tape en een sticker op de achterkant, met daarop alle sample credits en de UPC. Op de voorkant zit een Parental Advisory-sticker.

## Tracks
| Nummer | Titel                        | Duur  |
| ------ | ---------------------------- | ----- |
| 1      | "On Sight"                   | 2:36  |
| 2      | "Black Skinhead"             | 3:08  |
| 3      | "I Am a God" (featuring God) | 3:51  |
| 4      | "New Slaves"                 | 4:16  |
| 5      | "Hold My Liquor"             | 5:26  |
| 6      | "I'm in It"                  | 3:54  |
| 7      | "Blood on the Leaves"        | 6:00  |
| 8      | "Guilt Trip"                 | 4:03  |
| 9      | "Send it Up"                 | 2:58  |
| 10     | "Bound 2"                    | 3:49  |
| Totaal |                              | 40:01 |